# 太升路街道
太升路街道是中华人民共和国四川省成都市青羊区所辖乡级行政区，位于青羊区东部。根据2006年的数据，辖区面积1.3平方公里，人口4万。2019年12月，青羊区调整部分街道行政区划。撤销太升路街道，将原太升路街道升平社区、鼓楼南街社区和玉沙路社区玉沙路中心线以南、德盛路社区德盛路中心线以南和原汪家拐街道文庙社区金盾路中心线以北以及草市街街道玉带桥社区文武路中心线以南行政区域划归西御河街道管辖，西御河街道办事处驻古中市街18号。将原太升路街道小关庙社区、玉沙路社区玉沙路中心线以北、德盛路社区德盛路中心线以北行政区域划归草市街街道管辖。调整后，草市街街道辖八宝街社区、宁夏街社区、通锦桥路社区、小关庙社区、文殊院社区、双眼井社区和玉沙路社区玉沙路中心线以北、德盛路社区德盛路中心线以北、玉带桥社区文武路中心线以北行政区域，草市街街道办事处驻王家塘巷1号。。

## 行政区划
太升路街道下辖小关庙、德盛路、玉沙路、鼓楼南街、太升南路一共5个社区。

## 官方网站
- 青羊区公众信息网—太升路街道办事处